# Красная Эстония (Курганская область)
Красная Эстония — упразднённая деревня в Кетовском районе Курганской области. Располагалась на территории современного Становского сельсовета. Точная дата упразднения не установлена.

## География
Располагалась у безымянного болота, приблизительно в 6 км (по прямой) к юго-востоку от села Каширино.

## История
До 1917 года входила в состав Митинской волости Курганского уезда Тобольской губернии. По данным на 1926 год выселок Кочковский состоял из 5 хозяйств. В административном отношении входил в состав Анчутинского сельсовета Утятского района Курганского округа Уральской области. По данным на 1955 год посёлок Госконюшня (или Кочковский) входил в состав Конезаводского сельсовета Кетовского района и являлся отделением Конезавода № 7. По данным на 1966 год деревня Красная Эстония являлась отделением Учебно-опытного хозяйства сельскохозяйственного института.

## Население
По данным переписи 1926 года на выселках проживал 31 человек (16 мужчин и 15 женщин), в том числе: эстонцы составляли 100 % населения.